# 菜菜子解體診書
《菜菜子解體診書》是Pioneer LDC發行的OVA，於1999年7月5日到2000年4月7日期間發售共六集，臺灣由群英社授權引進博英社以《菜菜子解体診斷書》為名發行DVD中文字幕版。

## 故事
七千草菜菜子被欠下巨額債務的父母抵押給一間位於駐日美軍基地裡的奇怪醫院「拜綜合醫院」院長拜狂兒來抵債。菜菜子一方面要當女僕兼護士，一方面還要被狂兒威脅拿來做人體實驗。菜菜子在拜綜合醫院做事十分天然呆，加上院內另外五個奇怪的醫師，上演了一幕幕爆笑的故事……

## 角色
七千草菜菜子（七千草菜々子，聲優：山本麻里安）
女主角，16歲女僕兼拜綜合醫院實習護士。平時形象是包包頭、虎牙、巨乳、女僕裝，提供最多殺必死。
拜狂兒（拝狂児，聲優：子安武人）
男主角，28歲天才外科醫師，拜綜合醫院院長。
久龍（聲優：八奈見乘兒）

可瑞奇（コマネチ，聲優：西村千奈美）

セイント（聲優：關智一）

上田元氣（上田元気，聲優：宇垣秀成）

丸尾仁（丸尾仁，聲優：櫻井敏治）

五月薰（五月薫，聲優：加藤優子）

水樹阿朗（聲優：置鮎龍太郎）
狂兒大學時代的朋友，不滿過去心愛的女人被狂兒侮辱，決心破壞狂兒製造的生化機器人。
拜錠兒（拝錠児，聲優：大塚明夫）

## 主題曲
「菜菜子的選擇」（菜々子の選択）
作詞：ジェロニモ本郷，作曲、編曲：根岸貴幸，主唱：山本麻里安

## 各集列表
| 集數  | 標題                        | 劇本             | 分鏡             | 演出             | 作画監督           | 總作畫監督 | 發售日         |
| ----- | --------------------------- | ---------------- | ---------------- | ---------------- | ------------------ | ---------- | -------------- |
| opr.1 | The First Spiral            | ラスプーチン矢野 | くりもとひろゆき | 黒田やすひろ     | 三浦和也           | 山下敏成   | 1999年7月5日   |
| opr.2 | Memories of you             | ラスプーチン矢野 | ねぎしひろし     | くりもとひろゆき | 高橋成世、山下敏成 | -          | 1999年9月24日  |
| opr.3 | Psycho Patient              | 吉田稜           | 黒田やすひろ     | くりもとひろゆき | 浜森理宏           | 山下敏成   | 1999年11月26日 |
| opr.4 | Fire-crackers               | 吉田稜           | くりもとひろゆき | 山田徹           | 浜森理宏           | -          | 1999年12月22日 |
| opr.5 | The Last spiral_Former Part | 吉田稜           | 黒田やすひろ     | くりもとひろゆき | 高田詩乃           | -          | 2000年3月3日   |
| opr.6 | The Last spiral_Latter Part | 吉田稜           | ねぎしひろし     | 黒田やすひろ     | 高田詩乃           | -          | 2000年4月7日   |

## 工作人員
- 原作：Save our Nurse Project
- 企劃：真木太郎、つくも匠
- 監督：ねぎしひろし
- 系列構成：ラスプーチン矢野
- 演出：黒田やすひろ
- 角色設計：山下敏成
- 美術監督：岩瀬榮治
- 色彩監督：川見拓也
- 撮影監督：長牛豊
- 音響監督：千葉繁
- 音樂：根岸貴幸
- 音樂製作人：齋藤裕二（IMAGINE）
- 執行製作人：川村明廣
- 製作人：上田耕行、大澤信博
- 動畫製作人：植田もとき
- 動畫製作：RADIX
- 製作：Pioneer LDC、GENCO

## 相關商品
DVD
- 菜々子解体診書 特報 セクシャル バイオグラフィー No.1（由Pioneer LDC於1999年4月9日發售）
- 菜々子解体診書 DVD-BOX（由NBC環球娛樂於2004年5月13日發售）

CD
- 菜々子解体診書『ラジオでポン♥』（1998年12月22日發售）
- 菜々子解体診書『ラジオでち～ッ!』（1999年2月24日發售）
- 菜々子解体診書『ラジオで×××!』（1999年4月23日發售）
- 菜々子解体診書 CDスペシャル 歌う看護婦さん（1999年11月26日發售）
- 菜々子解体診書 音楽的超療法 I（1999年9月24日發售）
- 菜々子解体診書 音楽的超療法 II（2000年3月24日發售）

漫畫
- 菜々子解体診書 課程の医学（Sony Magazines出版，1999年12月發售，ISBN 978-4789782289）

小說
- 菜々子解体診書（Sony Magazines出版，1999年到2000年發售共兩冊）
- 菜々子解体診書 The NOVEL Green Requiem（Sony Magazines出版，2000年10月發售共一冊，ISBN 978-4789716321）

## 外部連結
- 官方網站 （页面存档备份，存于）（日語）